# Budistična arhitektura
Na Indijski podcelini se je razvila budistična verska arhitektura. Z religiozno arhitekturo zgodnjega budizma so povezane tri vrste stavb: samostani (vihara), kraji za čaščenje relikvij (stupe) in svetišča ali molitvene dvorane (čaitja, imenovane tudi čaitja griha), ki so jih kasneje v nekaterih državah poimenovali templji.
Začetna funkcija stupe je bila čaščenje in varovanje relikvij Gautame Bude. Najzgodnejši arheološko znan primer stupe je reliktna stupa v Vaišaliju v Biharju v Indiji.
V skladu s spremembami v verski praksi so stupe postopoma vključili v čaitja-grihe (molilnice). Te ponazarjajo kompleksi jam Adžanta in jame Elora (Maharaštra). Mahabodhi tempelj v Bodh Gaja v Biharju je še en dobro znan primer.
Pagoda je razvoj indijskih stup.

## Zgodnji razvoj v Indiji
Značilen nov razvoj na budističnih verskih mestih je bila stupa. Stupe so bile prvotno bolj kipi kot stavbe, v bistvu označevalci nekega svetega kraja ali spomin na svetega človeka, ki je tam živel. Kasnejše oblike so bolj dovršene in se v mnogih primerih nanašajo na model gore Meru.
Eno najzgodnejših budističnih območij, ki še vedno obstajajo, je v Sančiju v Indiji, osredotočeno pa je na stupo, ki naj bi jo zgradil kralj Ašoka Veliki (273–236 pr. n. št.). Prvotna preprosta stavba je vgrajena v kasnejšo, bolj dekorativno stavbo in v dveh stoletjih je bilo celotno mesto predelano. Štiri glavne točke so označene z izdelanimi kamnitimi prehodi.
Tako kot pri budistični umetnosti je tudi arhitektura sledila širjenju budizma po vsej južni in vzhodni Aziji in zgodnji indijski modeli so služili kot prva referenčna točka, čeprav je budizem v 10. stoletju praktično izginil iz same Indije.
Okrasitev budističnih krajev je v zadnjih dveh stoletjih pr. n. št. z uvedbo tablic in frizov, vključno s človeškimi figurami, zlasti na stupah, postajala vse bolj dovršena. Vendar pa Buda ni bil predstavljen v človeški obliki do 1. stoletja našega štetja. Namesto tega so bili uporabljeni anikonični simboli. To je podrobneje obravnavano v budistični umetnosti, anikonska faza. Vplivalo je na razvoj templjev, ki so sčasoma v večini primerov postali ozadje za podobe Bude.
Ko se je budizem širil, se je budistična arhitektura slogovno razlikovala, kar je odražalo podobne trende v budistični umetnosti. Na obliko stavbe so do neke mere vplivale tudi različne oblike budizma v severnih državah, ki so v glavnem izvajale mahajanski budizem, na jugu pa je prevladoval theravadski budizem.

## Regionalna budistična arhitektura

### Kitajska
Ko je budizem prišel na Kitajsko, je z njim prišla tudi budistična arhitektura. Zgrajenih je bilo veliko samostanov, približno 45.000. Ti samostani so bili polni primerov budistične arhitekture in zaradi tega imajo zelo vidno mesto v kitajski arhitekturi. Eden najzgodnejših ohranjenih primerov je opečnata pagoda v samostanu Songjue v okrožju Dengfeng.

## Indonezija
Budizem in hinduizem dosežeta indonezijski arhipelag v začetku 1. tisočletja. Najstarejša ohranjena tempeljska stavba na Javi so templji Batudžaja v Karavangu na Zahodni Javi, ki so datirani že v 5. stoletju. Tempelj je bil budistično mesto, kot dokaz odkritih budističnih votivnih plošč in zgradbe stupe iz opeke.
Vrhunec starodavne indonezijske budistične umetnosti in arhitekture je bilo obdobje javanske dinastije Šailendra, ki je vladala kraljestvu Mataram v osrednji Javi okoli 8. do 9. stoletja našega štetja. Najbolj izjemen primer je Borobudur iz 9. stoletja, ogromna stupa, ki je imela obliko dovršene stopničaste piramide, ki je imela tloris kamnite mandale. Stene in balustrade so okrašene z izvrstnimi reliefi, ki pokrivajo skupno površino 2500 kvadratnih metrov. Okoli krožnih ploščadi je 72 odprtih stup, od katerih vsaka vsebuje kip Bude. Borobudur je priznan kot največji budistični tempelj na svetu.

### Tajska
Na Tajskem so budistični templji znani kot vat, iz Pāḷi vāṭa, kar pomeni 'ograjen prostor'. Vat je običajno sestavljen iz dveh delov: Phutthavat (območje čaščenja, posvečeno Budi) in Sangkhavat (samostan, posvečen Sanghi).
Tajski budistični templji običajno vsebujejo zlate čedi v obliki stolpa stupe v obliki zvona, prekritega z zlatimi lističi, ki vsebuje komoro za relikvije. Druga tipična značilnost je stolp Prang v zgornjem središču zgradbe budističnega templja. Tajski budistični templji so sestavljeni iz več struktur, vključno z Ubosot (obredna dvorana), Vihan (vihara), Mondop (mandapa), Ho trai (knjižnica) in Sala (odprt paviljon), Ho rakhang (zvonik) in druge podporne stavbe.
Vse te tempeljske strukture imajo več strešnih nivojev. Uporaba ornamentiranih nivojev je rezervirana za strehe na templjih, palačah in pomembnih stavbah. Najpogosteje se uporabljajo dve ali tri ravni, vendar imajo nekateri kraljevi templji štiri.

### Havaji
Številni budistični templji na Havajih imajo arhitekturni slog, ki je specifičen za otoke. Japonski priseljenci, ki so se preselili na Havaje, niso imeli dostopa do istih materialov, kot bi jih imeli na Japonskem, in zemljiška struktura je zahtevala drugačne gradbene tehnike. Ker so ti japonski priseljenci imeli vse znanje o budizmu in so bili izjemni rokodelci, so ti templji na koncu postali dobra poosebitev njihove vere.
Obstaja 5 slogov arhitekture, ki jih lahko najdemo v budističnih templjih na Havajih. Slogi se razlikujejo glede na časovna obdobja, v katerih so bili uporabljeni.
Preurejene hiše
To je bila najzgodnejša oblika budističnih templjev na Havajih. Vzeli so večjo plantažno hišo in jo spremenili v bogoslužne prostore z dodajanjem stvari, kot so oltar ali svetišča. Ta slog je ponudil poceni način za gradnjo templjev, uporaba stanovanjskega prostora pa je poskrbela, da so se verniki počutili bolj povezani. Priljubljenost tega sloga je v 20. stoletju padla.
Tradicionalno japonski
Ta slog je nastal, ko so se japonski priseljenci z obstoječo veščino gradnje templjev in svetišč preselili na Havaje. Ti so bili narejeni tako, da so podobni prvotnim japonskim templjem, vendar je bilo treba nekatere vidike spremeniti zaradi manjšega dostopa do materialov in orodij. Značilnosti tega sloga so konstrukcije tramov in stebrov, dvignjena tla in dvokapne strehe. Notranjost je imela enako strukturo kot prvotni primerki na Japonskem.
Poenostavljena japonščina
Ta slog izvira iz japonskih priseljencev, ki niso imeli največjih veščin gradnje svetišč in templjev. Ti priseljenci so še vedno želeli, da bi imeli templji svoj izvirni občutek, vendar jim je za to manjkalo spretnosti, zato so bile gradbene tehnike, ki so jih uporabljali, poenostavljene. Nekatere značilnosti tega sloga so ravne dvokapne strehe v nasprotju z dolgimi, poševnimi, ločena družabna dvorana in pokrit vhod. Ti templji so služili kot središča skupnosti in so bili po slogu podobni zahodnim cerkvam.
indijski zahodni
Ta slog je edinstven za Havaje, saj izvira iz panazijskega budizma, ki je bil kombinacija indijskega, japonskega in zahodnega budizma. Ko je bil zgrajen prvi tempelj v tem slogu, arhitekti, ki so bili najeti, niso imeli predhodnih izkušenj z budistično arhitekturo. Slog je bil priljubljen do 1960-ih. To je bil eden najbolj priljubljenih slogov budistične arhitekture na Havajih; manjši templji, ki si ne bi mogli privoščiti najemanja arhitektov, da bi to naredili na njihovem templju, bi vzeli določene vidike tega sloga in jih uporabili v svojem templju. Notranjost teh templjev je zelo podobna prvotnim templjem na Japonskem.
Hiša čaščenja
Tudi ta slog je zelo podoben zahodnim cerkvam. Postala je priljubljena v 1960-ih. Ti templji so običajno izdelani iz betona, slogi streh pa se razlikujejo od drugih stilov templjev. Podkategorije tega sloga so stanovanjski, skladiščni, cerkveni in japonski. Tako kot drugi slogi, medtem ko je zunanjost dramatično drugačna, je notranjost večinoma ostala podobna templjem na Japonskem.